# Пор-Іскітім
Пор-Іскіті́м (рос. Пор-Искитим) — присілок у складі Промишленнівського округу Кемеровської області, Росія.

## Населення
Населення — 742 особи (2010; 644 у 2002).
Національний склад (станом на 2002 рік):
- росіяни — 84 %